# Sokolscy
Sokolscy – ród kniaziowski (książęcy) pochodzenia ruskiego, biorący swe nazwisko od miejscowości Sokole (obecnie Sokul) w Powiecie Łuckim,  mający wspólne pochodzenie z książętami Czetwertyńskimi, a wywodzący się od książąt na Dubrownicy, będących odnogą pińsko-turowskiej gałęzi dynastii Rurykowiczów.
Książęta Sokolscy wymarli w XVII wieku.